# Ferdinand Benedikt von Galen zu Assen
Ferdinand Benedikt von Galen zu Assen (* 30. August 1665 in Haus Assen; † 24. Oktober 1727 in Münster) war Domscholaster und Geheimrat im Hochstift Münster.

## Leben

### Herkunft und Familie
Ferdinand Benedikt von Galen zu Assen wuchs mit seinen Geschwistern in der uralten westfälischen Adelsfamilie von Galen auf, die im 16. Jahrhundert teilweise mit der Reformation sympathisierte und später wieder katholisch wurde. Sein Vater Johann Heinrich von Galen (1609–1694) war Erbkämmerer, Reichsfreiherr und Amtsdroste in Vechta und Wildeshausen und ein Bruder des Fürstbischofs Christoph Bernhard. Ferdinands Mutter war Anna Elisabeth von der Recke zu Steinfurt. Er hatte acht Geschwister, vier Mädchen und die Brüder Wilhelm Goswin Anton (1678–1710, Domherr in Münster); Heinrich Ludwig, Christoph Heinrich, und Karl Anton.
Franz Wilhelm, sein Halbbruder, war Amtsdroste in Vechta und Wildeshausen.

### Werdegang und Wirken
In den Jahren 1673 und 1674 erhielt Ferdinand Benedikt Dompräbenden in Münster und Mainz und begann 1683 mit einem Studium an der Universität in Paris. Im Juni 1689 wurde er Propst des Kollegiatstifts Beckum. Mit dem Amtsantritt als Propst des Kollegiatstifts St. Mauritz in Münster im Jahre 1702 musste er die Propstei in Beckum aufgeben. Das Amt des Domscholasters übernahm er im Januar 1703 und kandidierte 1706 – in aussichtsloser Position – bei der Wahl des Fürstbischofs. 1716 wurde er Nachfolger seines Neffen Wilhelm Ferdinand auf der Galenschen Familienpräbende in Minden. Bevor er 1719 nach Mainz wechselte, wurde er noch vor 1709 zum Geheimrat ernannt. Später war er als Kapitel-Senior in Mainz und 1726 in gleicher Funktion am Dom in Münster tätig. Hier war er auch Subdiakon.

### Sonstiges
Seine Grabplatte befindet sich im Dom zu Münster.